# Nor Geghi
Nor Geghi là một đô thị thuộc tỉnh Kotayk, Armenia. Dân số ước tính năm 2011 là 6345 người. Đô thị này thuộc vùng đô thị Yerevan.